# Hulda Uddenberg
Hulda Uddenberg, tidigare Jansson, född 9 oktober 1882 i Nederluleå församling, Norrbottens län, död 26 februari 1947 i Lunds domkyrkoförsamling, Malmöhus län, var en svensk rösträttsaktivist. Hon var verksam i kampanjen för införandet av kvinnlig rösträtt i Sverige, och ordförande för Föreningen för kvinnans politiska rösträtt i Luleå 1907-1909. 